# 波止場だよ、お父つぁん
「波止場だよ、お父つぁん」（はとばだよ、おとっつぁん）は、1956年11月15日に発売された美空ひばりのシングル。

## 概要
横浜出身のひばりが生前数多く歌ったマドロス曲のひとつで、美空ひばりの数あるシングルの中でも売り上げ枚数第8位になるヒット曲となった。1998年時点でのシングル売上は日本コロムビア調べで100万枚（概数）。
本楽曲が発売された翌年の1957年に発売され、150万枚の大ヒットになった島倉千代子のシングル『東京だョおっ母さん』のタイトルは本楽曲を聞いた島倉が、同じような歌を歌いたいとの願望からつけられたものである。なお、ひばりは島倉をプライベートでも妹のようにたいへん可愛がっており、本楽曲と『東京だョおっ母さん』はともに、船村徹による作曲である。
しかし、本楽曲はひばりの他の代表曲に比べて、テレビ・ラジオ等で放送されることは少なくなっている。これは、1番の歌詞に「年はとっても 、盲でも」と差別的ともいえる「盲（めくら）」の語があり、ひばりの回顧番組などでもこの小節はカットされ、ひばりの他の楽曲は彼女の死後、レコードやCDのアルバム盤に収録された音源を新たにカップリング（選曲）したシングルの発売が継続的に行われているが、本楽曲はそれらのベスト盤への収録や、シングルとしての再発売は基本的に行われていない（ただし、オリジナル盤は復刻されている。ダイソーで発売されたCD『美空ひばり (8) 港町十三番地/哀愁出船』にも本楽曲は収録された）。そのため、本楽曲をひばりが歌唱している音源を手に入れるのは困難な状況にある。カラオケでも、1番は演奏されず、2番と3番のみが演奏される。
詩人で部落解放運動家の寺本知は詩でも歌でも「めくら」という言葉は決して気軽に使えるものではないが、歌の中でこの言葉が差別的に使われているか、しかもそこでこの言葉を使う必要があるかどうかの2点を基準に考えてほしいと述べている。

## 収録曲
1. 波止場だよ、お父つぁん
作詞：西沢爽、作曲・編曲：船村徹
2. 初恋小鳩
作詞：石本美由起、作曲・編曲：船村徹

## カバー
- ちあきなおみ（ライブアルバム『ふりむけば二昔半/船村徹作曲生活25周年記念リサイタル』に収録）
- 都はるみ（アルバム『美空ひばりを唄う』に収録）